# Йован Кочанковски
Йован Д. Кочанковски (на македонска литературна норма: Јован Д. Кочанковски) е северномакедонски историк.

## Биография
Роден е през 1931 година в битолското село Смилево, тогава в Кралство Югославия, днес в Северна Македония. От 1953 до 1976 година преподава в различни училища в Битоля. Работи и като училищен директор. Завършва история във Философския факултет на Скопския университет в 1972 година, а в 1992 година отново там става магистър с тезата „Битола и Битолско во НОБ 1941-1944“. От 1976 до 1982 година е директор на Битолския архив. След това е секретар на отдела в битолската община за култура и информация от 1982 до 1990 година.
Кочанковски е автор на редица исторически изследвания. През април 1960 година е сред основателите на Научното дружество - Битоля. Пише във вестник „Просветен работник“ и в списанията „Просветно дело“, „История“, „Македонски архивист“ и „Архивски преглед“. Автор е на учебници по история, издавнани на македонски литературен език, албански и турски. Член е на редакциите на списанията „История“ (1979 и 80), „Македонски архивист“ (1982 и 1983), списанието на Дружеството за наука и изкуство - Битоля „Прилози“. Носител е на наградата на Битоля „4-ти ноември“ в 1968 и 1999 година, на плакет „Просветно дело“ в 1970 година, плакет на ДНИ - Битоля в 1970 и 2007 година, награда „Климент Охридски“ в 1976 година и Орден на труда със сребърен венец.